# 강강술래
강강술래는 전라도 지방에서 전하는 민속놀이다. 강강술래는 국가무형문화재 제 8호이며, 2009년 9월에는 유네스코 인류구전 및 무형유산 걸작으로 선정되었다. 주로 해남·무안·진도·완도 등지에서 음력 8월 15일 밤에 예쁘게 차려입은 부녀자들이 공터에 모여 손에 손을 잡고 둥근 원을 만들어, '강강술래'라는 후렴이 붙은 노래를 부르며 빙글빙글 돌면서 뛰는 놀이이다. 밤새도록 춤을 추며 계속되는 원무를 도는 도중에 민속놀이를 곁들인다.
전라남도의 해안지대와 도서지방에 전파되어 있는 춤으로, 처음에는 긴중모리 장단으로 시작하여 굿거리로, 끝에 가서는 자진모리로 빨라지면서 춤은 고조되어 뛰면서 돌아간다.

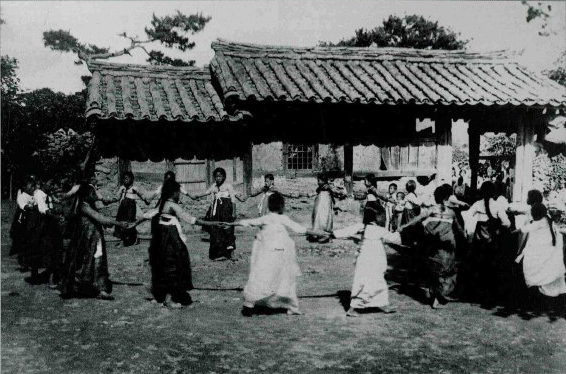
1891년 진도의 강강술래 장면

강강술래는 노래와 춤이 하나로 어우러진 부녀자들의 집단놀이로 주로 전라남도 해안지방에서 추석을 전후하여 달밤에 행해졌다.

## 개요
임진왜란 때 이순신 장군이 왜군에게 우리의 병사가 많다는 것을 보이기 위한 의병술로 마을 부녀자들을 모아 남자 차림을 하게 하고 옥매산을 돌도록 한데서 비롯되었다는 설이 있으나, 원시시대부터 1년중 가장 달이 밝은 밤에 축제를 벌여 노래하고 춤추던 풍습에서 비롯된 민속놀이라고 보는 것이 타당하다.
동쪽 하늘에 둥근 달이 떠오르기 시작하면 여인들은 손에 손을 잡고 오른쪽으로 돌며 둥근 원을 그려나간다. 목청 좋고 소리 잘하는 사람이 맨 앞에 서서 메기는 소리를 하면 나머지 사람들은 ‘강강술래’하며 받는 소리를 한다. 처음에는 늦은 가락으로 나아가다 노랫소리도 빨라지고 춤도 빨라져서 나중에는 뛰는 것처럼 동작이 빨라진다. 일반적으로 둥근 원을 그리며 원무(圓舞)를 추다가 흥이 나면 가운데 한 사람이 들어가 춤을 추는 남생이놀이를 비롯해서 고사리꺾기, 청어엮기, 기와밟기, 꼬리따기, 덕석말이, 문지기놀이, 실바늘꿰기 등으로 변화를 주었다. 강강술래는 처음부터 끝까지 쉬지 않고 노래하고 춤을 추어 구성지고 활기찬 한마당을 이룬다.
놀이는 늦은강강술래로 시작하여 중강강술래, 잦은강강술래로 변화하면서 발놀림이 빨라지고 흥이 절정에 이르는데, 이 중 가장 아름답고 여성놀이다운 멋이 깃들여 있는 것이 늦은강강술래이고, 중강강술래는 해남과 진도지방에서만 보이는 특징을 지니고 있다.
강강술래는 여성의 놀이가 적었던 때에 활달한 여성의 기상을 보여준 민속놀이의 하나로 민족정서가 아름답게 표현되어 있다.

## 유래

### 민간어원설
유래를 살펴보면, 정유재란의 명량해전 때 이순신 장군이 수병(수군)을 거느리고 해남의 우수영에서 왜군과 대치할 때의 일화가 전한다. 조선 수병들이 매우 많은 것처럼 보여 왜군이 함부로 침입해 들어올 수 없게 하기 위하여 부녀자들로 하여금 남자 차림을 하고 떼지어 올라가 옥매산(玉埋山) 허리를 빙빙 돌게 했다고 한다. 그러자 바다 위의 왜군들은 이순신의 군사가 엄청나게 많은 줄로 알고 지레 겁을 먹고 달아나 버렸다 한다. 싸움이 끝난 뒤 부근의 마을 부녀자들이 이를 기념하기 위하여 '강강술래'라는 노래를 부르며 신나게 즐기던 것이 바로 오늘날의 강강술래라 한다. 따라서 한자어 '강강수월래(強羌水越來)'는 '강한 오랑캐가 물을 건너온다'고 해석된다는 것이다. 그러나 우리말을 자세히 분석해 보면 '강강'의 강은 '주위·원(圓)'이란 뜻의 전라도 사투리이며, 술래는 한자어 '순라(巡羅)'에서 비롯된 말로서 경계하라는 뜻을 지니고 있으므로 '주위를 경계하라'는 구호가 아닌가 싶다. 그런데 '술래'가 '수월래'로 들리며 간혹 그렇게 쓰기 쉬운 것은, 노래를 할 때 길게 뽑으면 그렇게 들리기 때문이 아닌가 생각된다
위와 같은 한자풀이식 해석은 대표적인 야설이다. 강강수월래는 의미가 없거나 원래 의미가 희석된 후렴구로서 원래 있었던 놀이가 당시의 이야기와 결합되면서 만들어진 해석으로 보인다.

## 세계 유산
2008년 9월 대표자로 박선, 박양애, 김종심, 박종숙, 박부덕, 정순엽, 이인자, 김복자가 대표단으로 선정되었다.
세계유산 위원회는 다음의 기준을 충족시켰다고 밝혔다.
- R1: 공연자들이 일체감을 가지고 있으며, 세대를 이어온 여인들의 자유로운 표현 경로를 제공하였다.
- R2: 강강술래의 등재는 인간들 간에 다정하고 조화로운 유대에 대한 무형유산으로서의 예를 제공하며, 문화적 다양성과 인간 창의성에 대한 경의를 제공할 것이다.
- R3 : 공연자들이 어느정도의 인성을 겸비하고 있다.

## 지역적 관점
강강술래는 지역에 따라 독립적인 '강강술래'로 해석되고 전해져 온다. 그렇기 때문에 강강술래가 각 지역에서 전해져 내려오는 방법은 모두 다르고, 강강술래의 의미 또한 지역에 따라 다르다.

## 같이 보기
- 추석
- 윷놀이
- 이순신
- 임진왜란
- 정유재란

## 참고 자료
- 강강술래 - 국가유산청 국가유산포털
- 이 문서에는 다음커뮤니케이션(현 카카오)에서 GFDL 또는 CC-SA 라이선스로 배포한 글로벌 세계대백과사전의 내용을 기초로 작성된 글이 포함되어 있습니다.